# Peña Sport Fútbol Club
La Peña Sport Fútbol Club es un club de fútbol de España de la ciudad de Tafalla en Navarra. Fue fundado en 1925 y participa la temporada 2023/24 en la Tercera División RFEF. En Segunda División B ha competido 10 temporadas. En Tercera División ha competido 35 temporadas y tiene en su haber 9 campeonatos del Grupo XV de Tercera División y 6 subcampeonatos. Es el equipo con más participaciones en Promociones de ascenso a Segunda División B con un total de 18. 

## Historia
En otoño de 1925, y con la fusión de los equipos de chicos y jóvenes que disputaban sus partidos en las eras de la ciudad nace el club Peña Sport F.C. que desde su inicio viste con camisola azul y calzón negro.
El terreno elegido para la disputa de los partidos es el prado de Valmayor, terreno irregular y distante en al menos 2 kilómetros del centro de la ciudad. Pronto, y al amparo del M. I. Ayuntamiento de la ciudad, se construye un nuevo campo coqueto, de hierba natural y con las medidas reglamentarias. La Peña Sport F.C. juega aquí sus partidos como local en los campeonatos que van apareciendo en un deporte que comienza a hacer furor por toda la geografía. En 1931 sus jugadores consiguen el primer título importante, la Copa Navarra, situándose en los primeros años treinta como uno de los mejores cuadros deportivos de la Zona Media y Ribera de Navarra.
Sin embargo, los parabienes se tornan al llegar la Guerra Civil. El club deja de practicar el fútbol al estar muchos de los jugadores en el frente de guerra. No por ello se deja de competir en otros deportes con el nombre del club como pelota, carreras pedestres, ciclistas, etc. sobre todo en las fechas de la época estival. Llegados los años 40, la Peña retoma el contacto con el fútbol. La nueva ola de jugadores jóvenes, arropados por los veteranos, vuelven a satisfacer las apetencias de los aficionados. El campo para el juego vuelve a ser el prado de Valmayor pero pronto pasarán a disputar sus partidos en el nuevo campo de San Isidro donde ya la Peña crece como club y como equipo.
En esta época se consiguen distintos títulos, copas de Navarra y campeonatos ligueros. El nombre de la Peña Sport F.C. se hace moda entre los muchos aficionados a este deporte y al llegar los cincuenta el seguimiento popular exige nuevas metas al M. I. Ayuntamiento. Es así, como en marzo de 1951, se inaugura el nuevo Campo de Deportes de San Francisco (campo actual) con la pomposidad que requiere ese momento. Visita el campo el Athletic Club de Bilbao con los jugadores de moda, internacionales que todos conocían como Zarra, Gainza, Carmelo,.. San Francisco vestirá sus mejores galas y la fecha se convierte para Tafalla y Navarra en general en un gran acontecimiento social y deportivo.
En esta década y con un terreno envidia de muchos rivales, el club sigue sumando adeptos y consigue sus mejores logros como el ascenso a Tercera División amén de varios títulos y trofeos. Sin embargo también los malos tiempos habían de llegar. Al final de esta década e inicio de los años 60, la Peña Sport F.C. sufrirá una crisis de la que le costará salir. Solo el empuje de los jugadores locales, arropados por los más incondicionales, hacen que el club de nuevo tome fuerzas y tras un muy digno paso por la categoría regional navarra vuelva, con los setenta a apostar por los mejores objetivos.
En 1973 la Peña, que ya había conocido la tercera división, juega con rivales de auténtico lujo. Viaja a terrenos de primera división de Madrid, San Sebastián, Vitoria y otros lugares avisando de la nueva era que estaba por llegar.
Tras tres años más en regional, en 1977 el equipo consigue el ascenso definitivo a tercera permaneciendo en ella hasta el año 2000 disputando y consiguiendo hasta seis títulos de liga, varios trofeos de copa y galardones de distinto signo en distintas categorías.
Desde la temporada 1991/92 disputa hasta 13 liguillas de ascenso, consigue hasta en tres ocasiones subir de categoría (Segunda B) y llevar el nombre de la entidad y de la ciudad de Tafalla por casi toda la península ibérica.
Desde Galicia hasta Cataluña, pasando por todo el norte y centro peninsular y hasta disputar en Sevilla un partido de promoción, han visto los colores peñistas. En 2007 con la espectacular gira por China la Peña se ha hecho más internacional habiéndose hecho eco de todo ello los medios de difusión nacional y extranjera.
En la temporada 2006-07 alcanzó los 1/16 de final de la Copa del Rey de Fútbol, siendo eliminado por el Club Atlético Osasuna de Pamplona. Y en la temporada 2014/15 se proclamó campeón de Liga en el grupo navarro de Tercera División, logrando posteriormente retornar a 2ª División B tras eliminar a la SD Formentera.

## Uniforme
La primera equipación es de la marca Astore, con camiseta azul con detalles blancos y escudo del club transparente, pantalón y medias negras. La segunda equipación es el mismo diseño que la primera, pero con camiseta roja, pantalón y medias rojas.
- Primera equipación: Camiseta azul oscura, pantalón negro y medias negras.
- Segunda equipación: Camiseta roja, pantalón rojo y medias rojas.
- Tercera equipación Camiseta blanca, pantalón blanco y medias blancas.

## Estadio
El Estadio San Francisco fue inaugurado el 26 de marzo de 1951, con un partido que enfrentó a la Peña Sport con el Athletic Club de Bilbao. Su capacidad es de 4000 espectadores.
También cuenta con otros dos campos de fútbol: uno de hierba artificial y otro de tierra, ambos a escasos metros del San Francisco.

## Palmarés
- Temporadas en Primera División: 0

- Temporadas en Segunda División: 0

- Temporadas en Segunda División B: 10

- Mejor puesto en la liga: 14º en Segunda División B (2002/03)

- Temporadas en Tercera División: 35

- Campeón de Tercera División: 10

- Subcampeón de Tercera División: 6

- Participaciones en Promoción a Segunda B: 18

- Campeón de la Copa de 3ª División: 4 (2011, 2013, 2016 y 2018)

## Jugadores
Plantilla 2017/18

## Categorías inferiores
La Peña Sport cuenta con más de 14 equipos desde benjamines hasta juveniles, también cuenta con equipos femeninos. Ha tenido en temporadas anteriores un conjunto filial compitiendo en Primera Regional de Navarra. 

## Equipos de fútbol femenino
La Peña Sport cuenta con dos equipos femeninos: El primer equipo femenino juega en la Regional Femenina de Navarra. En la temporada 2017/18 celebró su 25º aniversario de su fundación.
El otro equipo compite en Fútbol 8 y está formado por chicas desde 9 a 15 años.

## Premios y galardones
El club ha recibido en varias ocasiones el Premio a la Deportividad que otorga Desde La Banda - Fútbol Navarro: Femenino (2012/13, 2016/17 y 2017/18) y Cadete (2015/16).